# Vitrofusión
La vitrofusión es el arte de unir, fusionar, modelar y superponer vidrio con calor. Es un proceso donde se calientan dos o más vidrios a altas temperaturas hasta que estos se junten, logrando como resultado final una pieza homogénea y libre de tensiones.
La técnica consiste en el uso de un horno que logre altas temperaturas para fundir el vidrio. La técnica permite obtener piezas únicas con distintas texturas, colores, relieves y formas y con el uso de diversos pigmentos de colores, pinturas esmaltadas, vidrio molido, hilos de vidrio y metales pueden obtenerse piezas utilizadas para decoración del hogar, diseño de joyería y accesorios.

## Herramientas y materiales
El vidrio como materia prima es el principal protagonista y se puede presentar en placas o planchas y en gran variedad de colores. Transparentes u opal, con texturas, iridiscente, en hilos, en barras, fritas y polvo. Para llevar a cabo este proceso todas las piezas deben tener un mismo coeficiente de dilatación. Esto significa que el vidrio se contrae y se expande a la misma temperatura cuando es sometido al calor.
Estos son algunas de las herramientas y materiales más utilizados en la vitrofusión.
Herramientas: horno de fundido (temperaturas entre 650 °C y 950 °C), moldes (arcilla o cerámica), cortador de vidrio, regla o escuadra, pinzas de abrir y morder, lentes de seguridad
Materiales: vidrios, transparente y/o de color, esmaltes, pigmentos u óxidos, pinceles de pelo suave, coladores (opcional), marcador indeleble (a base de aceite), aislante o separador para moldes, alcohol + agua + atomizador, guantes de látex o similar, cola escolar diluida o fijador, espátulas, entre otros.